# Jovické rašelinisko
Jovické rašelinisko je přírodní památka v oblasti Slovenský kras.
Nachází se v katastrálním území obce Jovice v okrese Rožňava v Košickém kraji. Území bylo vyhlášeno či novelizováno v roce 1990 na rozloze 0,794 ha. Ochranné pásmo nebylo stanoveno.